# Twinemen
Twinemen é a banda formada pelos antigos membros dos Morphine após a morte de Mark Sandman. A estes juntou-se Laurie Sargent (vocalista) formando os Twinemen, cujo nome foi tirado de um quadro pintado por Mark Sandman representando três homens gémeos.

## Discografia
- Twinemen (2002)
- Sideshow (2004)
- Twinetime (2007)